# Munequita pulchra
Munequita pulchra is een hooiwagen uit de familie Sclerosomatidae.